# 南陈镇
南陈乡，是中华人民共和国山西省长治市长子县下辖的一个乡镇级行政单位。该镇原名南陈乡，2021年3月撤乡设镇。

## 行政区划
截至2021年末，南陈镇下辖23个行政村：
南陈村、团城村、罗家沟村、李家沟村、东陈村、西尧村、东北陈村、西北陈村、苏村、西沟村、西峪村、东峪村、张万村、西堡头村、城阳村、阳鲁村、善村、凤台村、南石村、河西庄村、申村、苗村和庞庄村。